# Cladosiphon okamuranus
Cladosiphon okamuranus (яп. モズク, 水雲, 藻付, 海蘊, 海雲, модзуку) — вид съедобных водорослей рода Cladosiphon, встречающийся на Окинаве, Япония. Большая часть модзуку выращивается местными жителями и продаётся на предприятия по переработке. Используются в качестве продукта питания, а также как источник фукоидана, разновидности сульфатированного гетерополисахарида.

## Биология

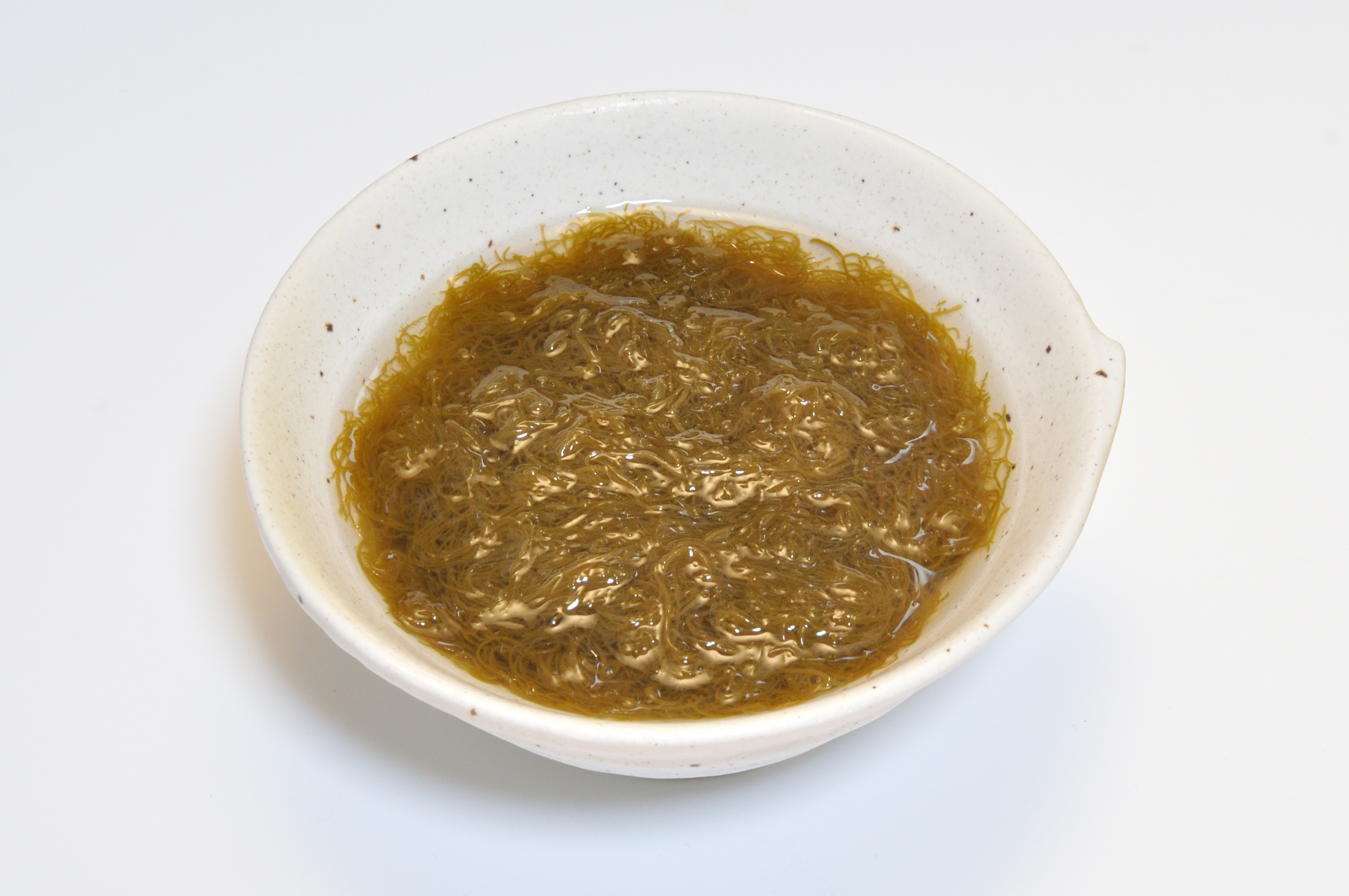
Мозуку

Группа студентов из Гарварда, проводившая исследование ДНК, расшифровала геном S-штамма Cladosiphon okamuranus и обнаружила, что его размер был примерно 140 Mbp и меньше по сравнению с другими бурыми водорослями. Они также произвели приблизительную оценку количества генов C. okamuranus и обнаружили 13 640 генов.